# Campagna del Giappone
La campagna del Giappone fu una serie di battaglie e combattimenti all'interno e attorno alle isole del Giappone, tra gli Alleati e le forze dell'Impero giapponese durante le ultime fasi della guerra del Pacifico durante la seconda guerra mondiale. La campagna durò dal giugno 1944 fino all'agosto 1945.

## Guerra aerea
I raid aerei periodici sul Giappone furono i primi attacchi intrapresi dalle forze alleate. Nel tardo 1944 questi raid furono seguiti dai bombardamenti di Tokyo e su altri obiettivi militari e civili sulle isole metropolitane nipponiche.

## Scontri terrestri e navali
Nella prima metà del 1945 si svolsero due confronti terrestri negli arcipelaghi facenti parte integrante del territorio nazionale giapponese:
- la battaglia di Iwo Jima, dal 19 febbraio al 26 marzo;
- la battaglia di Okinawa, dal 1º aprile al 21 giugno;

Ci furono anche operazioni più strettamente aeronavali:
- l'operazione Ten-Go del 7 aprile, ovvero il fallito tentativo della grande nave da battaglia Yamato di arenarsi a Okinawa e fungere da massiccio pontone d'artiglieria (l'unità fu colata a picco da nutriti attacchi aerei assieme all'incrociatore leggero Yahagi e quattro cacciatorpediniere);
- l'operazione Starvation, proseguita sino alla capitolazione giapponese e che disseminò le acque nipponiche di mine, arrivando a interrompere quasi del tutto i traffici navali interni;
- il bombardamento di Yokosuka del 18 luglio, costato la perdita di varie unità navali, velivoli, infrastrutture;
- la battaglia della baia di Sagami, svoltasi nella notte del 22-23 luglio tra un convoglio giapponese e uno squadrone di cacciatorpediniere statunitensi, il quale affondò uno dei mercantili nipponici;
- il bombardamento di Kure avvenuto il 24 e 28 luglio, che rappresentò il colpo di grazia per la flotta da battaglia della Marina imperiale giapponese;
- nel corso di luglio e agosto, infine, gruppi da bombardamento centrati su corazzate e incrociatori cannoneggiarono diversi porti e città costiere giapponesi.

Le battaglie di Iwo Jima e Okinawa rappresentano due tra le peggiori e più sanguinose battaglie del conflitto; a Iwo Jima, inoltre, per la prima e unica volta sul fronte del Pacifico, gli Stati Uniti lamentarono perdite superiori a quelle dei difensori giapponesi (tra i quali ci furono poco più di 1 000 superstiti). Furono le prove generali per l'operazione Downfall, la progettata invasione del Giappone in due tempi (novembre 1945 e primavera 1946) che, in ultimo, non fu mai messa in atto. La battaglia di Okinawa e le incursioni aeronavali statunitensi sul Giappone metropolitano, per converso, furono caratterizzate dall'intensità e dal numero degli estremi attacchi kamikaze.

## La fine

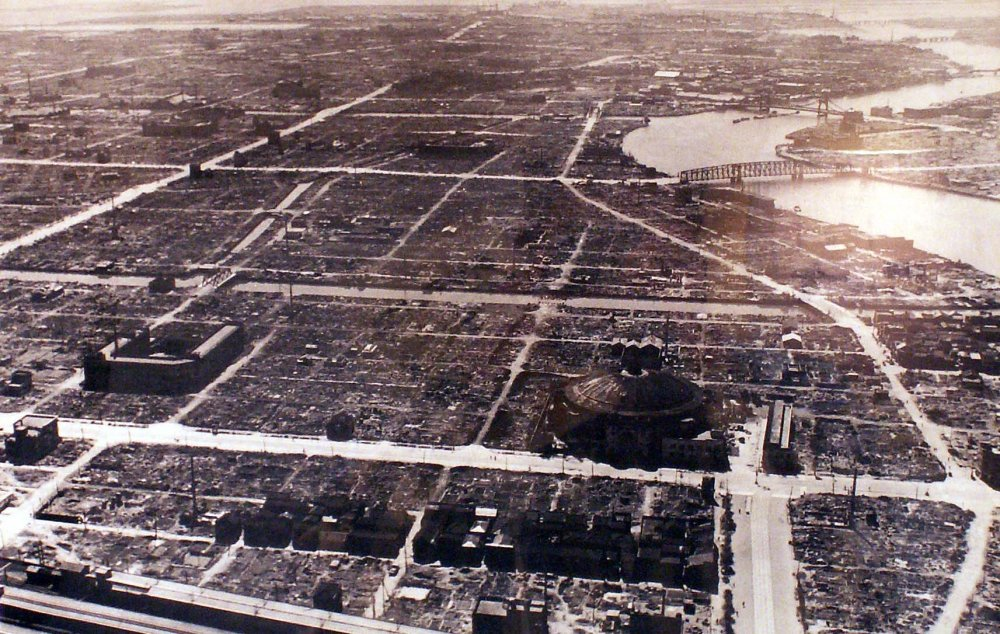
Tokyo vista dall'alto dopo i bombardamenti del 1945

La seconda guerra mondiale finì con la resa dell'Impero giapponese, a seguito dei bombardamenti atomici di Hiroshima e Nagasaki. 
L'uso di queste armi è controverso, ancor oggi in sede storiografica si discute se fosse possibile, o addirittura probabile, una resa del Giappone senza fare uso di tali armi.
Secondo i sostenitori di questi bombardamenti, prima dei due potenti attacchi e dell'entrata in guerra dell'Unione Sovietica, il Giappone rifiutava ancora la resa. I bombardamenti con bombe incendiarie delle città giapponesi, pur avendo causato migliaia di morti, non portarono il governo giapponese alla resa. Il governo era chiaramente pronto a resistere a un'eventuale invasione della madrepatria da parte degli Alleati tanto duramente di quanto avvenne durante le battaglie di Iwo Jima ed Okinawa.
La campagna giapponese sarebbe servita a fornire le aree di sosta per una possibile invasione alleata del Giappone e anche per supportare gli Alleati negli attacchi aerei contro la terraferma giapponese. Il Giappone, nonostante ciò, era ancora dotato in patria di un esercito composta da circa due milioni di soldati (anche se per lo più reclute inesperte e truppe in formazione, le divisioni migliori dell'esercito nipponico erano dislocate in Birmania e nel sud della Cina), sufficienti per fermare un'ipotetica invasione alleata. Di conseguenza, se l'invasione fosse stata necessaria, ne sarebbe risultata un'immane perdita di vite umane da entrambe le parti.
I bombardamenti di Hiroshima e Nagasaki, secondo questa interpretazione, salvarono molte vite in entrambi gli schieramenti, portando alla resa del Giappone prima di un'invasione. Le stime fatte all'epoca riguardo alle perdite causate da un'invasione del Giappone raggiungevano i 7 000 000 giapponesi, tra civili e militari, e di 500 000 militari statunitensi.
In sede di dibattito si considera che, anche se una parte del gabinetto di guerra giapponese era fieramente contraria alla resa (e tale rimase, in parte, anche dopo Hiroshima e Nagasaki, tanto da tentare un colpo di Stato) nel '45, anche prima di Okinawa, moltissimi alti ufficiali giapponesi si erano resi conto delle disperate condizioni in cui si trovava il loro paese (per altro in preda ad una carestia che iniziava ad assumere proporzioni preoccupanti) ed a premere (soprattutto tra gli alti gradi della marina) per una resa onorevole. In pratica la rassicurazione del mantenimento della forma imperiale per il paese (che alla fine fu comunque ottenuta) sarebbe bastata per provocare la resa giapponese.
Tali proposte erano state avanzate, a livello di sondaggio, presso gli ambasciatori di alcuni neutrali "interessati" come Svizzera, Svezia e soprattutto URSS.
Un'altra corrente storiografica fa notare come l'invasione del Giappone si sarebbe potuta concludere con perdite molto più basse rispetto alle battaglie insulari come Iwo Jima o Tarawa. La prova di questa ipotesi è che le truppe giapponesi in Manciuria e nel Nord della Cina, (che erano in media meglio armate ed addestrate di quelle dislocate in madrepatria nel 1945) si arresero in elevate percentuali ai sovietici, indicando che la resistenza fino all'ultimo uomo, tipica dei combattimenti insulari dei giapponesi, stava man mano finendo, anche perché il morale dei soldati giapponesi stessi si stava logorando.